# Hrabstwo Smyth

Piramida wieku hrabstwa

Hrabstwo Smyth – hrabstwo w USA, w stanie Wirginia, według spisu z 2000 roku liczba ludności wynosiła 33 081. Siedzibą hrabstwa jest Marion.

## Geografia
Według spisu hrabstwo zajmuje powierzchnię 1171 km², z czego 1171 km² stanowią lądy, a 0 km² – wody.

### Miasta
- Chilhowie
- Marion
- Saltville

### CDP
- Adwolf
- Atkins
- McMullin
- Seven Mile Ford
- Sugar Grove